# Cybister extenuans
Cybister extenuans är en skalbaggsart som först beskrevs av Walker 1858.  Cybister extenuans ingår i släktet Cybister och familjen dykare. Inga underarter finns listade i Catalogue of Life.